# Ashford
För andra betydelser, se Ashford (olika betydelser).
Ashford är en stad i grevskapet Kent i sydöstra England. Staden ligger vid floden Stour vid North Downs södra brant, cirka 98 kilometer sydost om centrala London. Tätorten (built-up area) hade 82 164 invånare vid folkräkningen år 2021.
Namnet Ashford kommer från det fornengelska æscet som betyder ett vadställe nära en dunge askar. Staden har varit en handelsstad sedan av 1200-talet och en marknad har kontinuerligt anordnats här. Ashford nämndes i Domedagsboken (Domesday Book) år 1086, och kallades då Allia.
Den viktiga motorvägen M20 passerar staden. Ashford har även en järnvägsstation där bland annat tågen mellan London och Paris (Eurostar) stannar.